# Checkpoint Charlie
 Denne artikel omhandler lokaliteten Checkpoint Charlie. For Johnny Madsens rockalbum, se Checkpoint Charlie (Album).
Checkpoint Charlie var den mest kendte af grænseovergangene mellem Øst- og Vestberlin, mens byen var delt 1945-1990. Den lå på Friedrichstraße på grænsen mellem den sovjetiske og den amerikanske sektor. Den måtte kun passeres af ansatte ved de allieredes ambassader og militærorganisationer, ikke-tyske udlændinge, den varige repræsentation for Vesttyskland og DDR-funktionærer.
Navnet Checkpoint Charlie er som udgangspunkt ikke særlig glamourøst – det betyder faktisk bare Kontrolpunkt "C", idet "Charlie" er ordet for bogstavet C i det Fonetiske Alfabet, som man blandt andet bruger i militæret for at undgå høre-fejl. Ikke desto mindre blev den til del i handlingen i mange spionfilm og romaner. Ved  Checkpoint Charlie har der fundet enkelte spektakulære flugter og flugtforsøg sted, disse har kostet to mennesker livet.
Checkpoint Charlie nedlagdes 22. juni 1990 i forbindelse med Tysklands genforening. I dag kan dens aktive tid genopleves på Checkpoint Charlie Museum, der ligger lige ved. Derudover var der 31. oktober 2004 – 5. juli 2005 opstillet 1067 trækors i nærheden til minde om flugtofrene. Disse er nu fjernet, men til gengæld har Berlins kultursenator lavet et forslag om en mere permanent udstilling.
52°30′26.8″N 13°23′25.4″Ø / 52.507444°N 13.390389°Ø